# Красний Чикой
Кра́сний Чико́й (рос. Красный Чикой) — село, центр Красночикойського району Забайкальського краю, Росія. Адміністративний центр та єдиний населений пункт Красночикойського сільського поселення.

## Населення
Населення — 7063 особи (2010; 7133 у 2002).
Національний склад (станом на 2002 рік):
- росіяни — 98 %